# Lauenburg/Elbe
Lauenburg/Elbe (dolnoněmecky: Loonborg, česky: Lauenburk nad Labem) je malé město v zemském okrese Vévodství lauenburské ve spolkové zemi Šlesvicko-Holštýnsko v Německu. Nejjižnější město Šlesvicka-Holštýnska leží asi 40 km jihovýchodně od Hamburku na Labi.
Název města Lauenburg je odvozen od slovanského výrazu Lave, staršího označení řeky Labe.

## Zeměpisná poloha

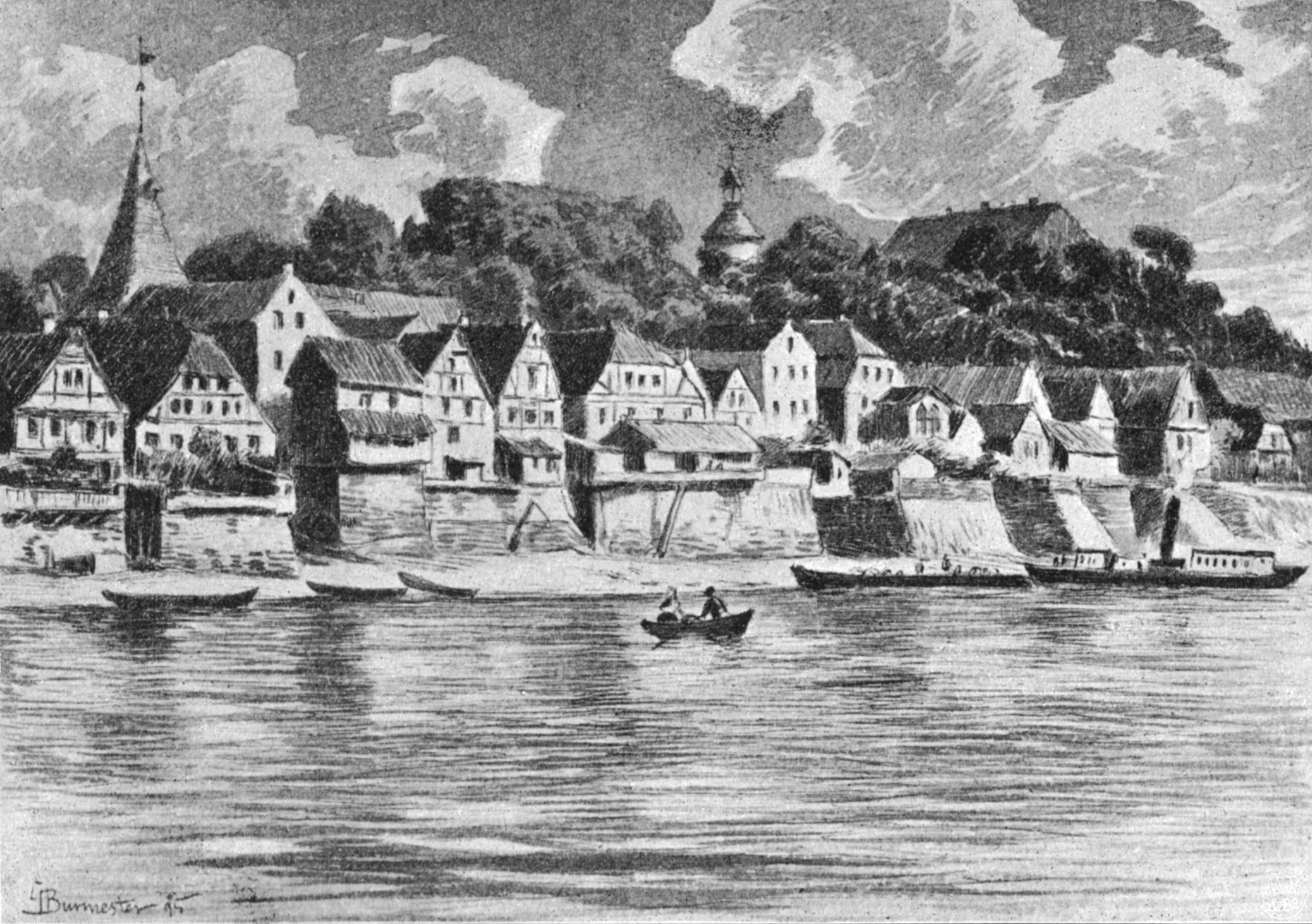
Lauenburg kolem roku 1895

Lauenburg leží na severním pravém břehu Labe, jež zde tvoří hranici mezi spolkovými zeměmi Šlesvicko-Holštýnsko a Dolní Sasko. Na území města se větví Lübecký labský kanál, asi tři kilometry západně (v dolnosaském Artlenburgu) od Vedlejšího labského kanálu. Jihovýchodně od Lauenburgu se nachází trojmezí Šlesvicko-Holštýnsko – Dolní Sasko – Meklenbursko-Přední Pomořansko.

## Dějiny

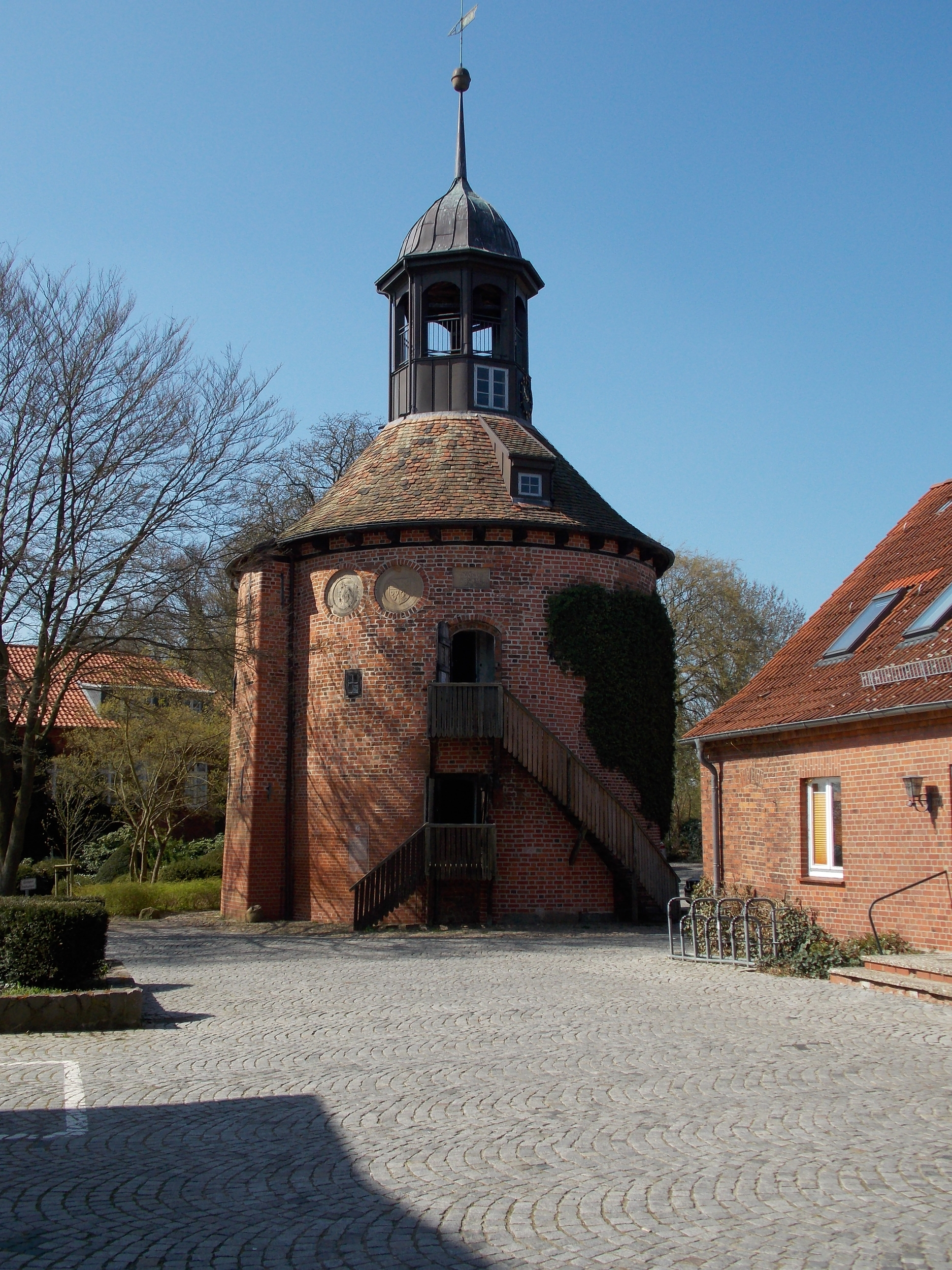
Věž jako pozůstatek lauenburského zámku zničeného v roce 1656

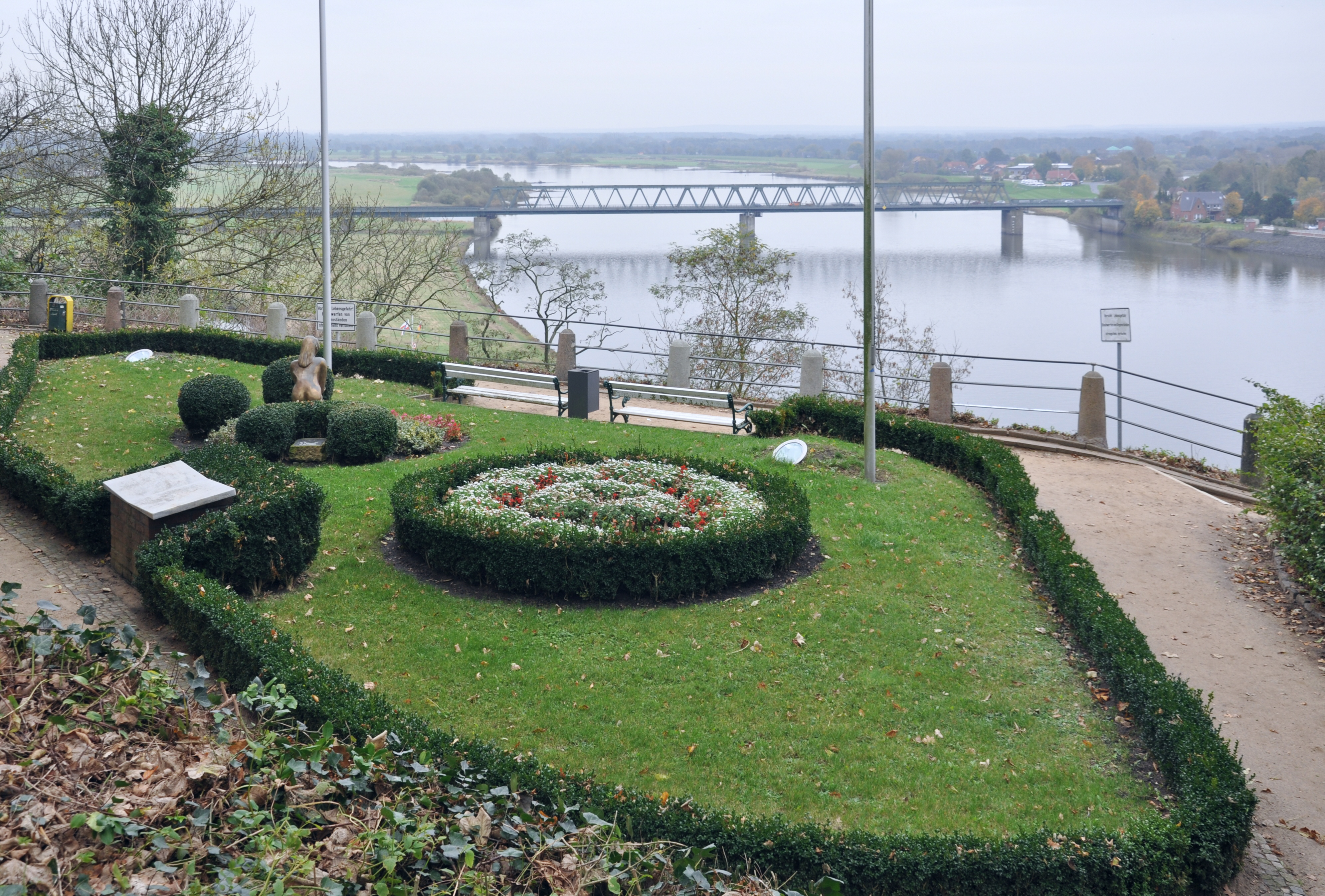
Vyhlídková terasa u zámku s výhledem na Labe

### Založení města
Město byla založeno údajně v roce 1182  Bernardem z Askánie, zakladatelem vévodské dynastie Lauenburských, společně se zámkem Lauenburg, který dal obci jméno. O správnosti tohoto údaje však nepanuje jednotný názor. Dříve se městská správa odkazovala na listitnu z roku 1260, v roce 1960 se proto konaly oslavy 700. výročí města.
Naproti tomu ve svém novém bádání vychází Wichmann von Meding z toho, že město bylo založeno Dány roku 1209. Ti se za krále Knuta IV. zmocnili hrabství Holštýnsko a Ratzeburk a v roce 1199 také Lauenburgu, která předtím patřila Welfům.
Starší prameny uvádějí, že vévoda Albrecht I. po vítězství u Bornhövedu roku 1227 měl v úmyslu založit město pod hradem. Farář ve zdejším kostele je poprvé zmíněn roku 1243. Městská práva získal Lauenburg před rokem 1260.

### Vévodství
Do roku 1689 byl Lauenburg součástí Sasko-lauenburského vévodství, přičemž území tehdejšího vévodství do značné míry koresponduje s dnešním zemským okresem Vévodství lauenburské. Ve středověku byl Lauenburg významným obchodním centrem na Šteknickém kanálu, který se zde vyděluje na Labi. Stará solná cesta překračovala Labe čtyři km západně pod Ertheneburkem u Schnakenbeku.

### Francouzská okupace
Po Artlenburské úmluvě bylo Lauenburské vévodství obsazeno francouzskou armádou a v letech 1810 až 1813 začleněno do Francouzského císařství jako Département des Bouches de l’Elbe. V bitvě o Lauenburg na západním okraji města Lauenburku bojovaly po tři dny v srpnu 1813 spojenecké oddíly s od Hamburku postupujícími  napoleonskými jednotkami pod velením maršála Davouta.

## Partnerská města
- Boizenburg/Elbe (Meklenbursko-Přední Pomořansko)
- Lębork (Lauenbursko/Pomořansko)
- Dudelange (Lucembursko)
- Manom (Francie)